# Ignacio Jordán Claudio de Asso y del Río
Pour les articles homonymes, voir Asso (homonymie), Del Rio et Jordán (homonymie).
Ignacio Jordán Claudio de Asso y del Río (4 juin 1742, Saragosse - 21 mai 1814, Saragosse) est un naturaliste, un juriste, un historien espagnol.

## Biographie
Les centres d'intérêt d'Ignacio Jordán de Asso sont très variés : philologie, droit, économie, géologie, botanique et zoologie.
Il reçoit une excellente formation tant dans les humanités que dans les domaines scientifiques. Il étudie le grec et le latin à l'École pieuse de Saragosse et la philosophie au collège jésuite de Barcelone. Il étudie la jurisprudence et obtient un titre de docteur en droit en 1764.
Il entame alors une brillante carrière de juriste et voyage en Europe de 1771 à 1775. Il publie à Madrid, seul ou en collaboration avec la bibliothèque des Études royales de San Isidro, Miguel de Manuel, plusieurs ouvrages juridiques : Instituciones del Derecho Civil de Castilla (1771), El Fuero Viejo de Castilla (1771), El ordenamiento de leyes que D. Alfonso XI hizo en las cortes de Alcalá de Henares el año de mil trescientos y cuarenta y ocho (1774).
Il commence en 1776 une carrière diplomatique et séjourne notamment à Amsterdam où il acquiert une solide formation en économie.
C'est à cette époque qu'il commence à faire paraître ses travaux scientifiques : Synopsis estirpium indigenarum Aragoniae (1779), Mantissa stirpium indigenarum Aragoniae (1781), Enumeratio stirpium in Aragonia noviter detectarum (1784) et surtout Introductio in Oryctographiam, et Zoologiam Aragoniae. Accedit Enumeratio stirpium in eadem Regione noviter detectarum (1784) qui se veut être un inventaire complet de la géologie, de la faune et de la flore de l'Aragon. Il est l'un des premiers espagnols à suivre le système taxinomique linnéen. Parallèlement, il traduit de nombreux textes principalement de l'époque musulmane de l'Aragon. Il contribue à faire connaître aux Espagnols de nombreux auteurs étrangers comme Galien, Euclide, Newton, Descartes, Lamarck, etc.
En 1801, il publie dans la revue scientifique espagnole Anales des Ciencias Naturales, un article intitulé «Introducción a la ichthyología oriental de España", dans lequel il décrit diverses espèces de poissons, dont deux pour la première fois : le maigre Argyrosomus regius et la blennie fluviatile Salaria fluviatilis.
Une espèce de Narcisse lui est dédiée : Narcissus assoanus.